# Бригантина
Бриганти́на (на италиански: brigantino – шхуна-бриг, brigantina – бизан) – двумачтов ветроходен кораб със смесено ветрилно стъкмяване – прави ветрила на предната мачта (фокмачта) и коси ветрила на задната (гротмачта). Първоначално бригантините носели и весла.
През 16—19 век двумачтовите бригантини, като правило, са използвани от пиратите (на италиански: brigante – разбойник, пират). Били са разпространени във всички региони – от Средиземно море до Тихи океан. Въоръжението на бригантините не превишава 20 оръдия. Съвременните бригантини са двумачтови ветроходни кораби с фокмачта, имаща ветрилното стъкмяване на бриг, и гротмачта с коси ветрила, като на шхуна – грот-трисел и топсел.

## Гребните бригантини
Дълго преди появата на ветрилните бригантини, бригантини са наричани бързоходните галери с 8 – 12 банки гребци. В руския флот гребните бригантини се появяват в края на 17 век. Те представляват неголеми галери с 8 – 16 банки и с една или две мачти с латински ветрила. Такива бригантини се наричат италиански.
През 1704 г. от проект на Петър I са построени в Олонецката корабостроителница различни от италианските бригантини – при тях гребците са разположени по различен начин. Бригантините, строени от 18 век имат ветрилното стъкмяване на класическата днес бригантина, 8 – 10 двойки весла и до 10 оръдия малък и среден калибър.